# Avast Antivirus
Avast es un software antivirus y suite de seguridad de la firma checa Avast Software (antes conocida como ALWIL Software), desarrollado a principios de la década de 1990. Según el informe AV Comparatives de junio de 2020 es el antivirus y suite de seguridad más utilizado del mundo, sin contar a Microsoft Defender que es el antivirus que viene incluido y activado en el sistema operativo Windows.
Los productos Avast Antivirus incluyen versiones gratuitas y de pago que proporcionan seguridad informática, protección de la privacidad en Internet, seguridad de navegador, protección de cuentas, software antivirus, cortafuegos, protección contra filtraciones, antiphishing, antispyware y antispam entre otros servicios, dependiendo del tipo de dispositivo. Cuenta con un motor de análisis central que pasó con éxito las pruebas de ICSA Labs certificación y West Coast Labs, además AV-Test informó en junio de 2021 que Avast Antivirus Free había detectado el 99,3% del malware en las pruebas correspondientes.
Según sus creadores, Avast fue concebido originalmente bajo el nombre de 'Antivirus Advanced Set' (Cuyas iniciales forman el nombre actual de la marca), además de que, en la jerga Pirata, la expresión avast! significa alto! o detenerse, por lo que se utilizó para la identidad del producto. A partir de la edición 2016, avast! pasó a llamarse 'Avast' por razones desconocidas.

## Historia
Pavel Baudiš, científico del Instituto de Máquinas Matemáticas de Praga,  el "Viennavirus" en 1988 y escribió un programa que podría eliminar el virus. Con su colega Eduard Kučera, fundó la Alwil Software Cooperativa y la transformó en una empresa privada en 1991, después de que el cambio político a través de la revolución de terciopelo abrió la posibilidad.
Ondrej Vlček se unió en 1995 y escribió el primer programa antivirus para Windows 95. En 1996, Avast Antivirus ganó el "Premio VB100" de la revista Virus Bulletin en todas las categorías probadas. Para el año 2002, el número de usuarios aumentó a un millón, principalmente debido a la versión gratuita disponible para usuarios privados a partir de 2001. A finales de 2006, el número había aumentado a 20 millones, y el software fue galardonado con los "Premios SC" En el mismo año, en las categorías "Mejor Antivirus, Anti-Malware" (Europa) y "Readers 'Choice" ("Elección de los usuarios") (EUA). Cuando Alwil se convirtió en una sociedad anónima en 2006, Avast Antivirus ya contaba con 40 millones de usuarios.
En 2010 la compañía tomó el nombre de su programa antivirus y cambió su nombre de Alwil Software a Avast Software. En los dos años siguientes, el producto básico fue desarrollado para clientes corporativos como una "línea de protección de negocios" y una "seguridad móvil gratuita de Avast" desarrollada para dispositivos móviles. En la plataforma de Download.com, Avast Free Antivirus fue el software más descargado del año 2012 y 2013, más de 200 millones de PC, Macs y dispositivos Android fueron protegidos por Avast Antivirus, posteriormente se lanzó una versión para IOS.
Evolución del logo

1991 - 2010
2010 - 2016
2016 - 2021
2021 - Presente

Logos alternativos

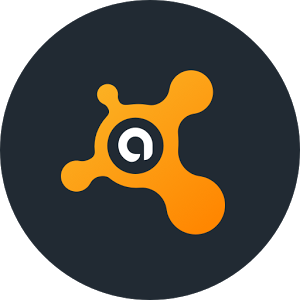
2010 - 2016
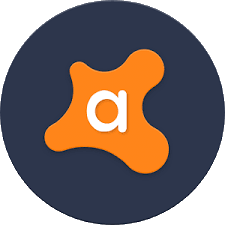
2016 - Presente

## Acerca de AVAST Software
AVAST Software es una compañía de seguridad informática cuya base está en Praga (República Checa). Fundada en 1991 por Eduard Kucera y Pavel Baudis, la compañía es mundialmente conocida por su antivirus Avast, especialmente porque apostaron casi desde el principio por crear una versión totalmente gratuita de este para usuarios domésticos.
En 2009, Vincent Sticker (anteriormente directivo de Symantec) pasa a ser nombrado CEO de AVAST Software para dirigir a la empresa para llevar a cabo la "más ambiciosa expansión de su historia que la firma se había propuesto llevar a cabo".
En enero de 2010 se produjo el cambio más importante de la empresa con la salida de la versión 5 de Avast!, que implicó varios cambios no únicamente a nivel de producto, sino también de aspectos internos como la forma de licenciamiento, las condiciones para distribuidores, etc.
En diciembre de 2010, Avast Software informó que un código de licencia comprado de una organización de Arizona, estaba siendo utilizado en 200 países, incluyendo la Ciudad del Vaticano. Avast envió instrucciones a estas aplicaciones, para mostrar mensajes exigiendo regularizar su situación.
En octubre de 2014 un sitio web afirmó que cerca de diciembre de 2013, Avast incluyó su propio sistema de recomendación de compras en línea, SafePrice, el cual se activaba automáticamente por defecto, añadido en su extensión Avast Online Security.  Las afirmaciones fueron refutadas, punto por punto, en un mensaje en el foro de la Comunidad Avast realizadas por Ondrej Vlcek, director de operaciones de Avast en respuesta al artículo.
En marzo de 2015, se reportó que Avast había sido bloqueado en China, debido a que los usuarios reportaron que los servicios basados en web ofrecidos, así como el sitio del antivirus comenzaron a ser inaccesibles. Sitios como TechCrunch.com, reportaron lo sucedido como consecuencia del Gran Cortafuegos de China, y de la respectiva ley china acerca de la censura y vigilancia excesiva de internet por parte del gobierno de este país, además se presenta como una causa, el hecho de la inclusión del servicio SecureLine VPN, el cual se dice que podía evadir el cortafuegos de China sin dificultades y podía visualizar otros sitios web bloqueados por el gobierno Chino, evadiendo totalmente la censura de ese país. Otros servicios de seguridad como Kaspersky y Symantec también fueron reportados como censurados con anterioridad. Avast Antivirus regreso posteriormente a China después de ajustar su cortafuegos para cumplir la ley de ese país.
En 2016 Avast tiene más de 400 millones de usuarios y el 40 % del mercado de antivirus fuera de China. Avast integra más de 750 empleados en su sede de la República Checa y tiene oficinas en Estados Unidos, Alemania, China, Corea del Sur y Taiwán. En septiembre de 2016 se completó la compra de AVG Technologies, una empresa históricamente rival, por 1300 millones de dólares.
En agosto de 2021, Norton LifeLock (anteriormente conocida como Symantec) y Avast Software anunciaron una fusión que llevarían a cabo con la compra de todas las acciones de Avast Software por parte de Norton, la empresa resultante sería una de las mayores empresa de ciberseguridad del mundo, debido a la popularidad de los productos de Avast Software por sobre los de Norton LifeLock, se mantendrían en funcionamiento los productos Avast.

## Características

### Núcleo y detección
- Avast Comunidad IQ: Es una base de usuarios a través de la recolección de datos y su análisis, después de una serie de datos del módulo anti-rootkit que comparten entre sí, evitando de este modo la misma.

- Anti-rootkit integrado: Es la inspección automática por la tecnología GMER, se puede comprobar y marcar controlador Rootkit bajo carga, de esta forma incluso detectar rootkits especie desconocida, que puede estar en funcionamiento antes de ejecutar el malicioso y así prevenir y eliminar de forma segura Rootkit.

- Anti-spyware incorporado.

- Simulador de código: Desde Avast! 5.0, cuando se produce una ejecución sospechosa de un programa durante el escaneo manual y el escaneo automático, Avast puede simular el código del programa en Sandbox y no daña el sistema. Aunque técnicamente es diferente de la tecnología analógica tradicional, un código de programa que simula una fórmula de conversión dinámica más rápida es adoptada por completo.

- Detectar programas no deseados: Para obtener nuevas funciones desde Avast! 5.0, puede detectar programas no deseados como software de control remoto y registros de claves comerciales y así personalizar el programa para hacer frente a este tipo de programas.

- Motor Heurístico: Comenzando desde Avast! 5.0, un nuevo motor heurístico está disponible para detectar de forma proactiva el malware con definiciones de virus comunes, pero en realidad no se puede verificar y detectar archivos binarios (ejecutables) y software de scripting malicioso.

- Motor de escaneo: Con la certificación de ICSA y otros motores de exploración certificados, pueden prevenir con eficacia virus informáticos, spyware y otras formas de software malicioso. Además de la implementación general del archivo, también puede escanear archivos ARJ, ZIP, MIME, RAR, TAR, gzip, CAB, bzip2, LHA, Cpio, CHM, 7-Zip y SIS y otros archivos comprimidos de contenido UPX compresor, así como archivos ocultos en el intercambio de archivos NTFS virus de flujo de datos.

### Análisis y antivirus
- Avast escáner Inteligente: Reduce el número de archivos que deben analizarse en un 80% basándose en una lista de aplicaciones probadas y seguras. A menos que el archivo se cambie de otra manera, el sistema será tratado como un estado seguro.

- Avast Virus Cleaner: Instalación desde la versión 4.1, cuando también Avast comenzó a eliminar por completo la infección de virus de los archivos del ordenador. En algunas situaciones de emergencia, Avast Virus Cleaner se puede utilizar como un producto autónomo ejecutado automáticamente por Avast Antivirus para evitar cualquier acción contra el antivirus ejecutada por el malware.

- Exploración Rápida (Quick Scan): Solo se escanea el área de memoria del sistema y se muestra el progreso de exploración cuerpo magnético importante como un porcentaje.

- Análisis durante el arranque (Solo en Microsoft Windows 2000 / XP / Vista / 7 en adelante): Permite a los usuarios organizar su propio análisis de arranque para eliminar archivos ocultos en el disco duro, a través del sistema operativo Windows para iniciar el proceso para activar el equipo de antivirus, Desde la versión 4.8 se empezó a mostrar el progreso del porcentaje.

- Wake-up (exploración de despertador): Realiza una exploración programada cuando Windows entra en el modo de suspensión y luego vuelve completamente al modo de suspensión.

- Exploración programada: Permite al usuario definir el tiempo de escaneo y el archivo que se va a escanear.

- Exploración completa del sistema: Exploración profunda de todo el sistema.

- Exploración de carpetas personalizadas: El usuario puede seleccionar la carpeta o el disco duro que desea escanear.

- Exploración de medios extraíbles: Analiza todos los discos extraíbles actualmente conectados al ordenador.

- Protector de pantalla: Al realizar un análisis de virus, Avast se puede preestablecer en los protectores de pantalla para trabajar juntos.

### Protección del sistema residente
Cada función se puede gestionar o deshabilitar individualmente:
- Honeypot Behavioral: Identifica y monitorea la actividad de archivos sospechosos en computadoras seleccionadas y se envía automáticamente al laboratorio de virus de Avast para un análisis posterior, si se detecta como malware o software no deseado se incluye en la base de datos de Avast.

- Escudo P2P: Escaneo de tecnología punto a punto para compartir archivos descargados del archivo, puede soportar Vuze, BitTorrent, BitComet, eDonkey2000, eMule, LimeWire, Shareaza, μTorrent, WinMX y otros softwares.

- IM Shield (Protección de mensajería instantánea): Escanea archivos y aplicaciones a través de mensajería instantánea, soporte para chat AOL, Pidgin, Google Talk, ICQ, Miranda IM, mIRC, Windows Live Messenger, Psi, Tencent QQ, Skype, Trillian, Yahoo!, Chimo mensajería instantánea y otros softwares.

- Behavior Shield (Escudo de Comportamiento): Desde Avast 5.0 se puede analizar el comportamiento sospechoso, y luego presentar el programa de informes de comportamiento.

- Autoprotección: Evita que el malware termine con Avast, o destruya archivos del programa. Desde Avast! 5.0 se ha cambiado a otras maneras de guardar y se reforzó la protección.

- Mail Protection (Escudo de correo): Escanea mensajes y archivos adjuntos en mensajes de correo electrónico como Microsoft Outlook / Outlook Express, Microsoft Exchange Server, etc., mediante métodos heurísticos para eliminar virus potencialmente ocultos en el contenido. Que utiliza complementos especiales para Microsoft Outlook; Otros clientes de correo electrónico están protegidos por el proxy POP3 / IMAP4 / SMTP habitual. En Avast! 5.0, también añadió soporte para escanear la comunicación SSL (incluyendo el uso de gmail y otros usos de software).

- Escudo del sistema de archivos: La protección principal, mediante la exploración de archivos para evitar archivos tóxicos en la operación de la computadora, para prevenir la amenaza de virus y otros programas maliciosos; Además de la aplicación del archivo también en tiempo real de escaneo.

- Escudo de red (Network Shield): Se divide en exclusiva para evitar un enlace malicioso URL bloqueador, y los sistemas de detección de intrusos en dos partes, para evitar virus informático o gusanos informáticos infiltrado en ordenadores .

- Escudo Web: Escanea las páginas que está viendo y comprueba todos los archivos, páginas y secuencias de comandos de Java descargados del sitio. Debido a la función inteligente de escaneo de flujo de datos, la teoría de protección web no reduce la velocidad de navegación web, Avast incluyó la protección para navegadores que usen tecnología de alto cifrado de datos.

### Actualización
- Actualización del Código de Definición de Virus Inteligente: Al actualizar, el sistema minimizará el tamaño del archivo de actualización regular.

- Actualizaciones automáticas: Mediante la actualización del programa y las bases de datos de virus se puede identificar más amenazas potenciales. Avast se actualizará regularmente la base de datos de virus (a veces un día habrá varias veces), y este proceso es automáticamente por defecto, el valor predeterminado se establece para comprobar automáticamente cada cuatro horas una actualización de virus, una actualización suave para Windows y mensajes de voz.

- Base de datos de virus: A pesar de que es una versión gratuita, Avast 2015 - Free actualiza sus bases de datos de virus con regularidad (a veces varias veces al día) y se establece automáticamente en modo automático. Cada día, el programa descarga más de 250 actualizaciones menores de la base de datos de virus menores para ayudar a proteger sus datos contra las nuevas amenazas de virus, esto consume relativamente una mínima cantidad de ancho de banda.[23][24]

- Aplicar rápidamente la actualización: El nuevo formato del código de definición de virus puede acelerar la actualización y reducir la necesidad de memoria de la CPU para que no interfiera con el uso de la computadora.

- Silencio/Modo de juego: Detecta automáticamente las aplicaciones de pantalla completa y deshabilita las ventanas emergentes y otras indicaciones de pantalla. En el estado "Desactivado", se indicará que habrá una ventana emergente de aviso de advertencia, pero si se introduce la operación de pantalla completa, se cerrará automáticamente la función de ventanas emergentes; Y en el estado "Encendido", que forzó todo el tiempo para desactivar una variedad de ventanas emergentes.

- Prompt: Promueve los usuarios emitiendo avisos sonoros y subtítulos.

### Optimización de la CPU
- Avast Optimización del motor de exploración: El código fue optimizado, desde el inicio de avast! 5.0 ya no es lo mismo que antes, al abrir una gran parte de la implementación del programa (la versión antigua de los siete modos de defensa para abrir siete procedimientos), la nueva versión del programa residente Streamlined (solo dos procedimientos de procesamiento),  La ocupación global de la memoria también se redujo significativamente.

- Optimización de exploración de múltiples tramos: La capacidad de utilizar de forma eficaz la CPU multi-núcleo que se ejecuta más rápido, lo que permite la distribución de trabajo entre los dos núcleos, acelerando así el proceso de escaneado. "Estamos contentos de ver que Avast es capaz de optimizar sus soluciones de seguridad para satisfacer las ventajas de nuestra tecnología reciente", dijo Wolfgang Petersen, Director Regional de Intel.[25]

- Green Computing: Reduce la necesidad de discos duros, reduciendo así el consumo de recursos.

### Sandbox
Esta es una nueva característica de Avast Premier y Avast Internet Security que permite a los usuarios navegar por la web o ejecutar la aplicación en un entorno completamente seguro. Puede ejecutar cualquier programa que el usuario considere sospechoso en el Sandbox para ver si hay acciones maliciosas para determinar si el programa es seguro, y puedes seleccionar en las opciones si dejar o no que los programas ejecutados en Sandbox tengan acceso a Internet.

### Home Edition Gratis
Avast puede descargarse gratuitamente a través de Internet durante 30 días (el software de paga). El beta de 30 días se debe registrar de forma gratuita para obtener la clave para que el programa pueda seguir funcionando, y después de registrarse Avast seguirá utilizando gratuitamente durante 12 meses. Después de 12 meses, tendrás que volver a registrarte si quieres continuar usando gratis. Pero si la versión del usuario es 4.8, y se ha actualizado a la última versión, puede utilizar automáticamente 14 meses. En el uso del período, no habrá ningún requisito para actualizar a la versión comercial de la ventana emergente, el virus se actualizará automáticamente y la función de escaneo de programación no tiene ningún límite.
En la prueba AV Comparatives; "Avast tiene la velocidad de escaneo más rápida, un 30 % más rápida que el antivirus Norton o AVG, incluso tres veces más rápido que Microsoft Defender y la tasa de detección del 99,3 %", dijo; John Hawes, un asesor técnico y director del equipo de pruebas de la revista británica "Virus Bulletin", escribió en una revista de enero de 2010 que "El producto es mejor que muchos de sus compañeros y está haciendo bien en la interfaz del producto. Y las características útiles, y la versión gratuita también para los usuarios domésticos, que es un milagro ".

### Otros
- Avast ITrack: Informe de escaneo de gráficos en tiempo real.

- Cuarentena de virus: Permite guardar los archivos infectados. El cuerpo del virus será almacenado en un área separada de aislamiento para evitar dañar otro software, los usuarios también pueden agregar sus propios archivos en el aislamiento del virus.

- Interfaz multilingüe: incluye el chino simplificado, chino tradicional, búlgaro, checo, holandés, inglés, estonio, finlandés, francés, alemán, griego, húngaro, italiano, japonés, coreano, noruego, polaco, portugués, brasileño, ruso, eslovaco, esloveno, español, sueco, turco, ucraniano, vietnamita y otros idiomas. "Cuando la gente puede leer en su lengua materna sensación de seguridad" que base de datos de virus del ha sido actualizada "que será más fuerte", dijo; Ondrej Vlcek, director de tecnología de AVAST Software, también como una compañía de software, dijo : "Los usuarios de Avast de todo el mundo, más de 200 países y regiones, si el idioma del software es el lenguaje del usuario local, la influencia del software en diferentes partes del mundo será mayor ".[28]

- Interfaz gráfica de usuario: Desde Avast! 5.0 comenzó a la vieja versión de la consola y la desinfección de la operación de la manera de cancelar, combinada en una sola interfaz para facilitar el uso de usuarios. El usuario puede iniciar directamente la interfaz para escanear manualmente, manejar los resultados de la exploración y cambiar la configuración, a menudo nota la configuración de protección también se cambian, además, la apariencia de la interfaz puede ser reemplazado, al igual que los archivos comprimidos en ZIP.

- Procesamiento automático: Procesa automáticamente archivos infectados sin comandos de usuario, si falla la solución automática, el archivo se mueve a la cuarentena. Los usuarios pueden decidir que hace Avast con los archivos y programas infectados en las configuraciones.

## Historial de versiones

### Avast! 4
Lanzamiento: 18 de diciembre de 2002.
Funciones añadidas:
- Existen dos versiones, la profesional y la home (‘hogar’; gratuita). Esta última puede ser utilizada siempre que sea para uso doméstico (descartando todo tipo de empresa, asociaciones, club, etc.) y que en el ordenador instalado no se desarrollen actividades con ánimo de lucro. Avast! Home se puede considerar una versión «recortada» de avast! Profesional, aunque el motor de detección y las actualizaciones son las mismas y con la misma frecuencia.

- En la versión avast! Professional pueden incorporarse pieles a la interfaz de usuario (la cual puede establecerse en dos modalidades: básica y avanzada), actualizaciones PUSH, protección específica para mensajería instantánea y programas P2P, posibilidad de establecer parámetros desde línea de comandos, bajo consumo de recursos del sistema, etc. Además permite el escaneo al inicio, es decir, examina el sistema antes de que arranque el sistema operativo, para tratar de impedir que cualquier tipo de malware se instale en la memoria.

- La empresa ofrece descuentos muy importantes a escuelas, ONG, organizaciones caritativas, administraciones públicas, etc., para ayudar a estas instituciones a la protección de sus equipos de la manera más económica posible.

- Para usuarios corporativos están disponibles las suites y las versiones Professional, Server, Linux, SBS, Kerio, ADNM, BartCD, PDA... Para usuarios domésticos, además de la Home y la Professional, también pueden usarse la variante PDA, BartCD y Linux.

- En 2008 surge el paquete familiar (Family Pack), que proporciona licencias de avast! Professional para 10 ordenadores y 1 licencia de avast! WHS para 1 servidor WHS (Windows Home Server) a un precio único muy económico. Esta tendencia se está desarrollando en muchos productos antivirus, ya que cada vez es más común que las familias dispongan de varios ordenadores en casa (tanto fijos como portátiles). Avast! se distingue de las demás opciones en la cantidad de licencias ofrecidas, ya que el resto de marcas suelen dar únicamente 2 o 3 licencias. Es importante remarcar que el Family Pack puede ser usado por personas que dispongan de una oficina en casa, es decir puede usarse aunque haya ánimo de lucro (pensemos por ejemplo en un diseñador web freelance que trabaje desde su domicilio). Sin embargo, no se admite su compra a las empresas y negocios que tengan local propio, y en definitiva todo lo que quede fuera del ámbito doméstico (por ejemplo, una SL ‘sociedad limitada’ o SA ‘sociedad anónima’ quedaría fuera del ámbito de este paquete).

- El 29 de marzo de 2008, avast! pasa a ser considerado oficialmente un producto antivirus + antispyware (certificado por CheckMark), además de incorporar detección de rootkits y añadir nuevos procesos de autodefensa del antivirus para evitar que el malware pueda desactivarlo o desinstalarlo.

### Avast! 5
Lanzamiento: 19 de enero de 2010.
Funciones añadidas:
- Esta versión suscitó un cambio completo de avast!, tanto a nivel de empresa, como a nivel técnico y de interfaz de usuario, en el que representa el cambio más importante de AVAST Software.
- Poco antes de la aparición de avast! 5, la compañía celebraba su usuario número 100 millones, todo un hito en una empresa de seguridad informática.

La gama de productos se compone de:
- Avast! 5 Free: sustituyendo al anterior avast! Home. Sigue siendo gratuito para uso doméstico sin ámbito comercial, y está enfocado al usuario que hace un uso poco intensivo de internet (navegación y correo electrónico). Avast! Free también es el producto escogido por Google para su paquete de aplicaciones gratuitas.

- Avast! 5 Pro: sustituye al anterior avast! Profesional. Destinado a empresas para proteger sus puestos de trabajo y a usuarios avanzados que no necesitan funciones adicionales como cortafuegos o antispam. Incorpora todas las funciones de avast! Free más un escudo de scripts y el nuevo avast! Sandbox (para protección web), además de actualizaciones más frecuentes.

- Avast! 5 Internet Security: añade un cortafuegos inteligente y un módulo antispam.

Nuevas tecnologías en avast! 5 que no estaban presentes en la versión 4:
- Avast! Sandbox: Permite que los programas potencialmente explotables (como navegadores de Internet) o los ejecutables sospechosos puedan ser ejecutados en un entorno virtual seguro. Esta característica de avast! 5 es única en el mundo de los antivirus y funciona tanto en sistemas de 32 bits como de 64 bits.

- Emulador de código: Cuando avast! encuentra un ejecutable sospechoso (en el escáner automático o bajo demanda) es capaz de emular el código del programa en un entorno totalmente aislado y seguro. El emulador de código se usa con dos propósitos: primero, como descompresor genérico, y segundo como apoyo al motor de heurísticas. Técnicamente, esto se produce usando un proceso denominado dynamic translation, que es mucho más rápido que las técnicas habituales de emulación.

- Motor de heurística: Desde su versión 5, avast! integra un nuevo motor de heurística diseñado para proteger proactivamente contra malware que no es detectado sobre la base de las definiciones habituales de virus. Este motor es capaz de trabajar con archivos ejecutables y scripts.

- Detección de programas potencialmente no deseados: También desde su versión 5, avast! detecta programas potencialmente no deseados, como programas de gestión remota y keyloggers comerciales. El usuario podrá aplicar reglas para trabajar de forma voluntaria con este tipo de programas.

- Despertar para escaneo: avast! despierta a Windows del modo de hibernación o suspensión para realizar un escaneo programado. Una vez finalizado, el equipo volverá a su estado de reposo.

- Escáner inteligente: Este novedoso sistema permite reducir el número de archivos a escanear en un 80 % a través de una lista de programas probadamente inofensivos. Los ficheros que se marcan como no dañinos no serán escaneados hasta que los mismos no cambien.

- Escudo de comportamiento: Monitoriza la actividad del sistema usando varios sensores (sistema de ficheros, registro y red), avisando y bloqueando en caso de encontrar una actividad sospechosa. Además, estos ficheros podrán ser enviados a nuestros laboratorios para ser analizados en profundidad y así contribuir a la Inteligencia Colectiva de avast!

- Avast! iTrack: Gráficos en tiempo real de los escaneos y actividad del antivirus.

- Firewall silencioso: El cortafuegos permite controlar todo el tráfico entrante y saliente de tu ordenador. La protección se basa en sistemas heurísticos y de análisis de comportamiento, además de una lista blanca de aplicaciones benignas.

- Antispam: Nuevo y exhaustivo sistema antispam (control del correo basura) con filtro de mensajes fraudulentos. Proporciona protección contra correos electrónicos no deseados y que pueden llevar a páginas falsas de bancos u otras empresas como PayPal. Trabaja como una extensión para Outlook y como un proxy genérico para el resto de clientes de correo.

### Avast! 6
Lanzamiento: 2011
Funciones añadidas:
- Integración de Autosandbox incluso en sus productos gratuitos.
- Ampliación del escudo de Comportamiento.

### Avast! 7
Funciones añadidas:
- FileRep: Este módulo observa la reputación de los archivos y manda datos a la central.
- Asistencia Remota: Ayudar a un amigo de manera remota controlando el escritorio de su pc.
- Actualizaciones por streaming: esta función coge los datos de la nube y los manda, son datos que se quedan en la PC. Se requiere conexión permanente.
- Actualizaciones en "la nube".
- Gadget de escritorio renovado.
- Análisis más eficaces y rápidos.
- Consumo muy reducido de recursos.
- Interfaz más vistosa y ahora rugosa.
- Pestaña escudos con resumen de funcionamiento de componentes de protección.
- Cortafuegos renovado.
- Nuevo motor de protección.

### Avast! 9
Funciones añadidas:
- Cambio radical en la interfaz, mucho más limpia, y adaptada a Windows 8.
- Mejoras en WebRep y FileRep.
- Nuevo producto: Avast! Premier Antivirus, entre los productos Avast Pro y Avast Internet Security, incluyendo un destructor de archivos.
- Actualizador de programas, que mantiene al día aplicaciones que se usen mucho en el día a día y que ayuden a no tener vulnerabilidades.
- Limpiador de barras y plugins de navegadores.
- Motor renovado, certificado por los Laboratorios Checkmark West Coast, y nuevo módulo eficaz para autodefensa.

### Avast 12
Lanzamiento: 2016
- Se cambia el nombre a Avast Antivirus, dejando de lado la anterior denominación "Avast!" con el signo de exclamación.
- Se cambia el logo de Avast a raíz de la adquisición de AVG Technologies, según varias fuentes, pero Avast no dio declaraciones oficiales.[29]
- Se incorporan las nuevas tecnologías NITRO y CYBERCAPTURE.[30][31][32]
- Mejorado el volumen de impacto en el sistema.
- El navegador seguro Avast Secure Browser se ofrece de manera gratuita también en Avast Free, con la opción de instalarlo automáticamente o no en el instalador de Avast Antivirus.

### Avast 17
Lanzamiento: 2017
Funciones añadidas:
- Escudo de ransomware (cifra archivos y datos para que los hackers no puedan acceder a ellos).[33]
- Creación de una cuenta Avast para administrar varios dispositivos.
- Mejor detección del malware Pegasus y reforzamiento del escudo de Ransomware, luego del problema mundial ocasionado por el Ransomware Wannacry, el cual afecto principalmente a usuarios domésticos y empresas que no tenían ningún antivirus en sus equipos.
- Escudo de webcam.

## Productos
Los programas de Avast Antivirus están disponibles en más 43 idiomas e incluyen planes para empresas y usuarios domésticos. La gama de productos de Avast Software incluye lo siguiente:

### Productos de Microsoft Windows
- Avast Free Antivirus - Gratis para uso no comercial y doméstico. Las características de este producto incluye antivirus con antispyware, contraseñas de Avast, exploración HTTPS segura, actualizaciones de streaming, modo endurecido, DeepScreen, escáner de seguridad de red doméstica, SiteCorrect, antiphishing, antimalware, SmartScan, disco de rescate y actualizador de software (Manual), protección de Ransomware y protección web. Incluye anuncios para otros productos de la empresa Avast Software.

- Avast Premium Security - Para uso doméstico. Incluye todas las funciones de la versión gratuita, con la adición de Avast Secure Browser mejorado, Secure DNS, Sandbox, protección contra pishing en sitios web, protección contra ataques de acceso remoto, protección contra filtraciones de tu cuenta principal de correo, actualizador automático de programas y un triturador de datos. Ofrece una prueba gratuita de 30 días y protege una computadora Mac y Windows con la misma cuenta Avast.[35]

- Avast Premium Security - Incluye todas las características de su versión anterior y Free, con la adición de poder administrar hasta diez dispositivos de los sistemas operativos Android, IOS, Windows y Mac con una misma cuenta de Avast. Al igual que su versión anterior, ofrece una prueba gratuita de 30 días.[36]
- Avast Ultimate - Una suite completa de seguridad, privacidad y rendimiento de todos los productos de Avast Software en su versión Ultimate. Dentro del Antivirus Avast incluye todas las funciones de Premium Security y Free, con las adiciones de Avast SecureLine VPN para navegar anónimamente en Internet con una ubicación virtual, Avast Cleanup para eliminar archivos y programas basura o no deseados, acelerar el dispositivo, la opción de poder proteger contra filtraciones más de una cuenta de correo y la versión Premium de Avast Secure Browser que viene incluido opcionalmente en el instalador de Avast Antivirus. [37]

### Productos macOS
- Avast Mac Security - Una solución antivirus para máquinas Apple Macintosh que ejecutan macOS basado en un daemon de detección de virus central. Ofrece tres escudos, exploración bajo demanda y clientes WebRep que se instalan automáticamente (opcionalmente) en los navegadores Uc, Safari, Chrome y Firefox.[38] Avast Mac Security se encuentra catalogado como uno de los mejores antivirus para Mac del mercado. Ofrece una versión Free y cuenta con una versión Premium y Ultimate que tienen pocas diferencias con respecto a la versión de Windows.[39]

### Productos para empresas
- Avast para Empresas - Gratis para pequeñas y medianas empresas (PYMES). Es una solución multiplataforma que incluye protección antivirus, exploración de amenazas Web y protección integrada del navegador, y una consola de administración en la nube.[40]

- Endpoint Protection / Protection Plus / Protección Suite / Protection Suite Plus.

- Seguridad del servidor de correo electrónico.

- Seguridad del servidor de archivos.

- Security Suite para Linux.[41]

### Productos para Android y IOS
- Avast Mobile Security - Versión gratuita para su uso en dispositivos Android y IOS. Incluye un escáner de virus, eliminación de virus, protector y medidor de la conexión Wi-Fi, administrador de aplicaciones, copia de seguridad, eliminador limitado de basura, protector de contraseñas, un encriptador de imágenes con contraseña con un límite de 10 imágenes encriptadas, un administrador de aplicaciones, un seguimiento de datos móviles, protección contra el hackeo y antirrobo.[42]

- Avast Mobile Security Premium - Versión premium para su uso en dispositivos Android y IOS. Quita la publicidad e incluye las funciones que se encuentran en la aplicación gratuita además de bloqueo de aplicación, protección contra spam, geocercado, amplía las cuentas protegidas contra los hackeos, SMS remoto, recuperación de datos, amplía las capacidades del antirrobo, identificación, copia de seguridad extendida y quita el límite de imágenes encriptadas.[43][44]
- Avast Ultimate - Incluye todas las características de su versión Free y Premium, con la adición de Avast SecureLine VPN para navegar anónimamente en Internet y la versión Ultimate para todos los productos de Avast Software.

Avast Software también ofrece otras opciones de seguridad y mantenimiento en móviles de forma aparte del Antivirus Avast: 
- Avast Cleanup
- Avast SecureLine VPN
- Avast Secure Browser
- Avast Omni

### Extensiones para los navegadores
Avast Online Security es una extensión para los navegadores Chrome, Firefox, Edge y Opera que bloquea la publicidad, herramientas de seguimiento e identificación, rastreadores, bloquea todo tipo de malware, detecta páginas webs suplantadas, impide el rastreo mediante las cookies, protege al usuario del pishing, protege en las compras en línea, el ingreso de contraseñas e impide las descargas no autorizadas y protege contra acciones de páginas maliciosas que tomen el control de la cámara y el micrófono sin autorización del usuario. Además de contar con un identificador para cada página y una clasificación con base en las opiniones de los usuarios, que las pueden clasificar según su experiencia en el sitio web.

## Comparación de productos

### Computadora
| Tipo de protección              | Free | Premium       | Premium       | Ultimate |
| ------------------------------- | ---- | ------------- | ------------- | -------- |
| Escudo del sistema de archivos  | Sí   | Sí            | Sí            | Sí       |
| Escudo de comportamiento        | Sí   | Sí            | Sí            | Sí       |
| Escudo de correo electrónico    | Sí   | Sí            | Sí            | Sí       |
| Alertas de Hackeo               | No   | Sí (limitado) | Sí (limitado) | Sí       |
| Escudo web                      | Sí   | Sí            | Sí            | Sí       |
| Escudo de ransomware            | Sí   | Sí            | Sí            | Sí       |
| Real Site                       | No   | Sí            | Sí            | Sí       |
| Antispam                        | No   | Sí            | Sí            | Sí       |
| 'Cortafuegos'                   | No   | Sí            | Sí            | Sí       |
| 'Sandbox'                       | No   | Sí            | Sí            | Sí       |
| 'Software Updater' (Automático) | No   | Sí            | Sí            | Sí       |
| Análisis del navegador          | Sí   | Sí            | Sí            | Sí       |
| Rescue Disc (Rescate del disco) | Sí   | Sí            | Sí            | Sí       |
| 10 dispositivos                 | No   | No            | Sí            | Sí       |
| Inspector de Wi-fi              | Sí   | Sí            | Sí            | Sí       |
| VPN de SecureLine               | No   | No            | No            | Sí       |
| Contraseñas                     | Sí   | Sí            | Sí            | Sí       |
| Destructor de datos             | No   | Sí            | Sí            | Sí       |
| Cleanup                         | No   | No            | No            | Sí       |
| Modo no molestar                | Sí   | Sí            | Sí            | Sí       |
| Escudo de webcam                | No   | Sí            | Sí            | Sí       |

| Tipo de protección                                                  | Business Antivirus | Business Antivirus Pro | Business Antivirus Pro Plus |
| ------------------------------------------------------------------- | ------------------ | ---------------------- | --------------------------- |
| Protección contra el software malicioso, el ransomware y el spyware | Sí                 | Sí                     | Sí                          |
| Antivirus                                                           | Sí                 | Sí                     | Sí                          |
| Escudo de Comportamiento                                            | Sí                 | Sí                     | Sí                          |
| CyberCapture                                                        | Sí                 | Sí                     | Sí                          |
| Análisis inteligente                                                | Sí                 | Sí                     | Sí                          |
| Inspector de Wi-Fi                                                  | Sí                 | Sí                     | Sí                          |
| Cortafuegos                                                         | Sí                 | Sí                     | Sí                          |
| Escudo web                                                          | Sí                 | Sí                     | Sí                          |
| Protector de correo electrónico                                     | Sí                 | Sí                     | Sí                          |
| Alertas de Hackeo                                                   | No                 | Sí (limitado)          | Sí                          |
| 'Anti-Spam'                                                         | Sí                 | Sí                     | Sí                          |
| Sandbox                                                             | Sí                 | Sí                     | Sí                          |
| Escudo de webcam                                                    | No                 | No                     | Sí                          |
| Seguridad para servidores y actualizaciones de software automáticas | No                 | Sí                     | Sí                          |
| Software Defender                                                   | No                 | Sí                     | Sí                          |
| Destructor de datos                                                 | No                 | Sí                     | Sí                          |
| Protección de Exchange                                              | No                 | Sí                     | Sí                          |
| Protección de SharePoint                                            | No                 | Sí                     | Sí                          |
| Protección de conexiones a redes abiertas y públicas                | No                 | No                     | Sí                          |
| Contraseñas                                                         | No                 | No                     | Sí                          |
| SecureLine VPN                                                      | No                 | No                     | Sí                          |
| Limpieza del navegador                                              | No                 | No                     | Sí                          |

### Dispositivo móvil
| Tipo de protección           | Mobile Security | Mobile Security Pro |
| ---------------------------- | --------------- | ------------------- |
| Motor antivirus              | Sí              | Sí                  |
| Anti-spam                    | No              | Sí                  |
| Antirrobo                    | Sí (limitado)   | Sí                  |
| Bóveda de fotos              | Sí (limitado)   | Sí                  |
| Ahorro de energía            | No              | Sí                  |
| Bloqueador de aplicaciones   | No              | Sí                  |
| Permisos de privacidad       | Sí              | Sí                  |
| Cortafuegos (solo con Root)  | Sí              | Sí                  |
| Alertas de Hackeo            | Sí (limitado)   | Sí                  |
| Potenciador de RAM           | Sí              | Sí                  |
| Limpiador de archivos basura | Sí              | Sí                  |
| Escudo web                   | Sí              | Sí                  |
| Analizador de Wi-fi          | Sí              | Sí                  |
| Prueba de velocidad de Wi-fi | Sí              | Sí                  |
| Cámara trampa                | No              | Sí                  |
| Seguridad de SIM             | No              | Sí                  |
| Soporte directo              | No              | Sí                  |
| Avast SecureLine VPN         | No              | Sí (Ultimate)       |
| Sin anuncios                 | No              | Sí                  |
| Escudo de la cámara          | No              | Sí                  |

La versión Ultimate tiene la adición de poder usar la VPN y desbloquea la versión Ultimate de todos los productos de Avast Software.

## Noticias

### Avast compra AVG
En julio de 2016 se anunció por parte de Avast la adquisición de otra marca puntera en el mercado: AVG. Siendo históricamente empresas rivales (las dos nacieron en la República Checa), Avast finalizó la adquisición en septiembre de 2016 . Bajo un acuerdo firmado con AVG, Avast hizo una oferta ($25 por acción o sobre $1300M en total) para comprar todas las acciones que AVG tenía en venta.

### Avast compra Piriform
El 18 de julio de 2017 Avast compró la compañía de Piriform Software Ltd. (programador de CCleaner [utilizado por 145 millones de usuarios]) fundado y con sede en Londres, Reino Unido, y al igual que Avast tiene productos en versión gratuita. 

Con esta compra Avast extiende su mercado significativamente en Reino Unido.

Avast informó que mantendrán los productos de Piriform y los suyos por separado (al igual que con AVG), manteniendo como uno filial y les anunció a los clientes de Piriform que seguirán recibiendo la atención y el servicio al que están acostumbrados y que sus productos de optimización de rendimiento existentes (Avast Cleanup y AVG TuneUp) seguirán estando disponibles.

Con la adquisición de Piriform, ampliamos nuestra presencia en Londres, que es un centro importante para las compañías tecnológicas, acercándonos aún más a la escena tecnológica local en Londres.
Vince Steckler
(Director ejecutivo, Avast)

Piriform se une al equipo de Avast como parte de la unidad de negocio del consumidor, dirigida por Ondrej Vlcek, Avast CTO y EVP & GM, Consumer.

Junto con Avast, Piriform formará parte de la unidad de negocio de consumo de Avast y, en conjunto, Avast y Piriform se comprometerán a fabricar excelentes productos que aporten valor a toda la base de usuarios finales de Avast. Ahora estamos esperando este nuevo capítulo para nuestro negocio.
Lindsey Whelan (Director Ejecutivo, Piriform)

Los trabajadores de Piriform comentaron que están complacidos de formar de estar con una compañía que comparte experiencias para ofrecer un software aún mejor a las personas.

#### Polémicas de Piriform
Desde el 15 de agosto hasta el 15 de septiembre en la versión 5.33.6162 de CCleaner y CCleaner Cloud versión 1.07.3191, productos de Piriform Software (filial de Avast) fue modificado ilegalmente para incluir el malware Floxif (un servidor CnC infractor), que es una APT (amenaza persistente avanzada) programada para entregar en una segunda etapa una carga útil de datos de usuarios seleccionados, problema que Avast resolvió 3 días después de haberse enterado por la compañía de seguridad Morphisec, la resolución del problema no causó daños conocidos o problemas significativos para sus clientes de Piriform.
El ataque afectó un total de 2.27 millones de computadoras y Avast informó que el malware ya estaba en el programa antes de adquirir Piriform el 18 de julio de 2017;

...lo que no sabíamos era que antes de completar la adquisición, los malos actores probablemente ya estaban en el proceso de piratería en los sistemas Piriform. El compromiso puede haber comenzado el 3 de julio. El servidor se aprovisionó a principios de 2017 y el certificado SSL para la respectiva comunicación https tenía una marca de tiempo del 3 de julio de 2017. Sospechamos fuertemente que Piriform estaba siendo atacado mientras operaban como una compañía independiente, antes de la adquisición de Avast.
Vince Steckler y Ondřej Vlček

Avast dice que se enteró gracias a la compañía de seguridad Morphisec quien dio aviso a Avast y Cisco, y que para mitades de septiembre de 2017, informó que 730 000 usuarios todavía usaban las versiones afectadas (5.33.6162 y 1.07.3191) y que no se les puede dar una nueva versión ya que el programa gratuito no contiene actualizaciones automáticas y que solo 40 % de los usuarios de CCleaner usaban Avast Antivirus para eliminar la versión infectada. Cisco Tabs, que había estado trabajando en este tema en paralelo, registró los dominios DGA secundarios y Avast en colaboración con la policía hicieron que el servidor fuera derribado y la amenaza fuera efectivamente eliminada, ya que el atacante perdió la capacidad de entregar la carga útil de datos.
Avast hizo un resumen de cómo funcionaba el malware Floxif (un servidor CnC infractor [una APT (amenaza persistente avanzada)])): 

El archivo que afecta al programa se encontraba ubicada en "C: \ Windows \ system32 \ lTSMSISrv.dll" y la carga automática de la biblioteca se garantiza autorizando el servicio NT "SessionEnv" (el servicio RDP). En XP, el binario se guarda como "C: \ Windows \ system32 \ spool \ prtprocs \ w32x86 \ localspl.dll" y el código utiliza el servicio "Spooler" para cargar. El código de 32 bits se activa a través de una versión parcheada de "VirtCDRDrv32.dll "(parte del paquete WinZip de Corel), mientras que el de 64 bits usa "EFACli64.dll", parte de un producto de Symantec. La mayoría del código malicioso se entrega desde el registro (el código binario se guarda directamente en el registro en las claves "HKEY_LOCAL_MACHINE \ SOFTWARE \ Microsoft \ Windows NT \ CurrentVersion \ WbemPerf \ 00 [1-4]"). Todas estas técnicas demuestran el alto nivel de sofisticación del atacante.
Vince Steckler y Ondřej Vlček

El "Equipo de Preparación para Emergencias Informáticas de los Estados Unidos" (US-CERT) del Departamento de Seguridad Nacional de los Estados Unidos, lanzó un comunicado sobre el tema diciendo que la nueva actualización de CCleaner ya no contiene el malware Floxif, que recopila información del sistema de la víctima y puede descargar malware adicional al sistema.
Piriform lanzó también un reporte más detallado sobre el malware en su producto y de cómo operaba con más detalle.
Avast lanzó una lista de las compañías afectadas por CCleaner que alcanzaron la segunda etapa de envío de datos

### Mercado
Según el informe OPSWAT de enero de 2015, con una cuota del mercado de 21,4% es el software antivirus gratuito más utilizado en el mundo desde 2015.
El 23 de agosto de 2010, la firma de capital privado estadounidense Summit Partners invirtió cerca de $100 millones de dólares en el software avast, El CEO de AVAST, Vince Steckler, dijo: "El pináculo de los fondos de inversión es, sin duda, para nosotros" añadido "...el modelo de negocio es, sin duda a través del producto libre con todas las funciones y los productos basados en honorarios mezclado modelo de mercado, este negocio tiene los medios para romper el modelo de negocio actual de mercado tradicional software antivirus. No tenga que adoptar la publicidad del modo o pre-instalado de Avast! , sólo a través de esta manera la palabra de la boca del usuario, la escala de negocios también permite a avast para conseguir un crecimiento sostenido y estable " y ha añadido:". 'freemium' es la corriente principal futuro, e invertir junto a la cumbre, continuaremos nuestra estrategia para proporcionar soluciones antivirus gratuita y de calidad para todos los clientes;. no tenemos planes se adaptan al modelo tradicional minorista para cambiar nuestro enfoque" Y antes de esto, Vince Steckler ya había dejado claro que las ventas de AVAST Software como estrategia:

Nuestra versión gratuita se suministra a los hogares y los usuarios no comerciales, creemos que estos usuarios experimentan un rendimiento de alta calidad de nuestro software en el futuro, van a llevar nuestros productos al mercado comercial más amplio. ...... El mercado de antivirus actual, hay muchos disponibles en el mercado para los fabricantes de productos de baja calidad para vender a los clientes, este modelo de negocio es un poco anticuado, porque el usuario necesita es un software de seguridad genuina, en lugar de una broma o adware. Los usuarios son libres de ordenar con todas las funciones necesarias de protección, Avast! Antivirus 5.0 es capaz de hacer eso.
Vince Steckler

### Cooperación con Google
En 2009, AVAST Software trabajó con Google para elegir instalar Google Chrome al mismo tiempo cuando el usuario está instalando el programa Avast Antivirus si Google Chrome no está instalado en el equipo. A pesar de que muchos programas en el momento de la instalación, proporcionarán una opción para los usuarios instalar otros programas, por lo que este tampoco puede decirse que es una innovación. Pero el instalador de Avast Antivirus le pregunta si desea instalar Google Chrome en una ventana pop-up donde el usuario puede escoger y no lo hace discretamente como otros programa de instalación lo hacen. "El plan de marketing de Google con Avast es lujo! El número de usuarios de Google Chrome creció más del doble". Un portavoz de Google dijo: "Seguiremos explorando maneras de llevar a Google Chrome a más personas, que pueden incluir varios canales, y una de nuestras maneras es trabajar con Avast".
Además, aunque el software antivirus de AVAST no admite Windows 95, Windows 98, Windows Me, Windows NT y otros sistemas operativos, pero en términos de idiomas de Google Pack, Avast! Free Antivirus 5.0 puede reemplazar la descarga de Spyware Doctor en estos sistemas.

### Bloqueo de China continental
Desde el 1 de marzo de 2015, el cortafuegos de Avast Antivirus en China continental había sido bloqueado, porque el programa de usuario y actualizaciones del antivirus podía obtener datos que no se podían obtener en dicho país lo cual era una violación. Los usuarios de internet especulaban sobre el posible servicio Avast SecureLine VPN previamente anunciada como "línea de seguridad" (Avast SecureLine VPN). Después del 21 de julio de 2015, se levantó el bloqueo. Aunque se utilizó un nuevo servicio del Firewall integrado, diferente que el original para así alzar el bloqueo. En su versión china, Avast tiene un Firewall diseñado diferente a los demás.

### Espionaje del Gobierno de México
Según informes y reportes de Citizen Lab, Avast, R3D, Centroamérica de Article 19 y SocialTIC el Gobierno de México pudo haber espiado a periodistas y activistas utilizando el malware Pegasus. El cual llega en forma de SMS (diseñados para que parezcan de la embajada de los Estados Unidos, como si fuera una alerta AMBER, incluso haciéndose pasar por facturas de llamadas a líneas telefónicas para adultos) y puede llegar a infectar el teléfono para espiar al usuario hasta el punto de usar la cámara y el micrófono. Pegasus es un software malicioso diseñado por la compañía Israelí NSO Group para recabar información de teléfonos móviles y del cual según la compañía, México es uno de sus principales clientes. El programa se vende únicamente a gobiernos y su propósito central es vigilar a organizaciones criminales y terroristas. La herramienta fue diseñada para aprovechar vulnerabilidades en el sistema operativo de los dispositivos iOS, aunque también se utiliza en otros aparatos. Las vulnerabilidades fueron corregidas por Apple en agosto de 2016, después que Citizen Lab descubrió que Pegasus fue utilizado para espiar al activista Ahmed Mansoor, de Emiratos Árabes Unidos.

"Cada una de las instalaciones exitosas del programa cuesta unos US $77 000."
The New York Times

En el caso de México un informe de Citizen Lab señala que fue comprado por la Secretaría de la Defensa Nacional (Sedena) y la Procuraduría General de la República (PGR). También fue adquirido por el Centro de Investigación y Seguridad Nacional (Cisen) y el organismo de inteligencia civil del gobierno. Sin embargo un vocero de la presidencia de México dice que con base en la ley, el gobierno realiza actividades de inteligencia para combatir el crimen organizado y amenazas a la seguridad nacional, dijo, pero eso no incluye a comunicadores y activistas, afirmó y añadió que;

"El gobierno de la República rechaza categóricamente que alguna de sus dependencias realice acciones de vigilancia o intervención de comunicaciones de defensores de derechos humanos, periodistas, activistas anticorrupción o de cualquier otra persona sin previa autorización judicial"
Vocero de la presidencia de México

Según con el reportaje de la BBC "Gobierno espía: vigilancia sistemática a periodistas y defensores de derechos humanos", dice que del 2015 al 2016 ocurrió una serie de ciberataques en contra de comunicadores y activistas mexicanos. Y también se relaciona con el caso de algunos de los abogados que asisten a los 43 desaparecidos de la Escuela Normal de Ayotzinapa, así como al hijo menor de edad de la periodista Carmen Aristegui.
Algunas personas afectadas por el espionaje del gobierno mexicano según R3D y Social Tic son;
- Mario Patrón, Stephanie Brower y Santiago Aguirre, del Centro de Derechos Humanos Miguel Agustín Pro.
- Carmen Aristegui, Rafael Cabrera, Sebastián Barragán, Salvador Camarena y Daniel Lizárraga, quienes han realizado investigaciones sobre casos de corrupción y conflictos de interés.
- Carlos Loret, por publicar una serie de contradicciones oficiales sobre el enfrentamiento ocurrido en Tanhuato, Michoacán, donde murieron 43 personas.
- Los activistas Juan Pardinas y Alexandra Zapata, del Instituto Mexicano para la Competitividad (IMCO), que participó en la elaboración de la plataforma legal del Sistema Nacional Anticorrupción.
- Alejandro Calvillo, Luis Encarnación y Simón Barquera, por promover el alza de impuestos a bebidas azucaradas.

John-Scott Railton dice que detectaron varios casos de mal uso de Pegasus en varios países, pero no como ocurre en México;

"Este es el caso más claro que mis colegas y yo hemos documentado de abuso de este tipo de tecnologías"
Investigador de Citizen Lab
 John-Scott Railton.

La Constitución mexicana marca la prohibición de la intervención de comunicaciones “cuando se trate de cuestiones de carácter electoral, fiscal, mercantil, civil, laboral o administrativo, así como en el caso de las comunicaciones del detenido con su defensor” y “no existe regulación específica de herramientas altamente intrusivas de vigilancia como el software malicioso Pegasus” y señala que la intervención de comunicaciones privadas se puede dar solo con la autorización de un juez federal siempre y cuando el caso sea una amenaza a la seguridad nacional, según el artículo 5 de la Ley de Seguridad Nacional.

### Espionaje de usuarios
En enero de 2020, varias fuentes de noticias informaron que Avast Antivirus mediante Jumpshot, una subsidiaria de Avast Software, estaba vendiendo el historial de navegación de los usuarios de Avast Free a terceras empresas para personalizar la publicidad. Aunque la compañía afirmó que todos los datos fueron "anonimizados", se informó que los datos vendidos podrían vincularse a las identidades reales de las personas, ya que les colocaba un identificador por dispositivo, exponiendo cada clic, búsqueda que hayan realizado y sitios web que hayan visitado, pero esto nunca se pudo comprobar. En respuesta, Avast Software anunció que cerraría la filial Jumpshot por la reacción violenta de privacidad de datos.

## Premios y certificaciones
Listado de premios y certificaciones aquí.
Avast ha recibido varios premios y certificaciones de las compañías:
- Virus Bulletin
- AV
- OPSWAT
- Dennis Technology Labs Archivado el 11 de octubre de 2017 en Wayback Machine.
- TechDeville
- Anti-Malware.ru
- Microsoft
- CNET
- TechSpot
- PCWorld
- ICSA Labs Archivado el 13 de agosto de 2015 en Wayback Machine.
- West Coast Labs
- Secure Computing
- Intel Software
- Test Labs
- AV-TEST
- Softpedia Editor
- Google